# クライスレリアーナ
『クライスレリアーナ ピアノのための幻想曲集』 作品16（Kreisleriana-Phantasien für das Pianoforte op.16）は、ロベルト・シューマンが1838年に作曲した8曲からなるピアノ曲集で、フレデリック･ショパンに献呈された。1850年に改訂されている。
題名のクライスレリアーナとは、作家でありすぐれた画家でもあり、また音楽家でもあったE.T.A.ホフマンの書いた音楽評論集の題名（1814年 - 1815年刊）から引用されている。この作品はそれに霊感を得て作曲された。シューマンはその中に登場する、クライスラーという人物（ホフマンその人）を自分自身、さらに恋人（後の妻）クララの姿にも重ね合わせた。
作品は作曲者のピアノ語法がふんだんに使用されており、曲は、急－緩－急－緩……と配置されている。全曲は3部形式を基調とし、それぞれに共通し、全曲を統括するモチーフや曲想が見られる。作曲者を代表する傑作である。

## 作品の構成
第1曲　Äußerst bewegt ニ短調　激しく躍動して
3連符の分散和音がアクセントを伴って激しく駆け回る主部と、幾分穏やかな中間部からなる。
第2曲　Sehr innig und nicht zu rasch 変ロ長調　たいへん心をこめて速すぎずに
田園風の音楽。全く違う曲想の2つのインテルメッツォが挿入されている。なお、初版と第2版では形式的に大きく体裁が異なる。
第3曲　Sehr aufgeregt ト短調　激しく駆り立てるように～いくぶんゆっくりと
拍節構造が明確な、3連符を含む鋭いリズムが上昇したり下降したりする。中間部では、対してレガートな山型を描く。
第4曲　Sehr langsam 変ロ長調　きわめて遅く～いくぶん動きをもって
間奏曲風のゆったりした音楽。
第5曲　Sehr lebhaft ト短調　非常に生き生きと
前半4小節のモティーフから発展した鋭い付点リズムが対位法によって何回も覆いかぶさり、緊張感が増す。その音型がやがて大きな山型を描き、白熱する。中間部も情熱的な問いかけと答えのようなパッセージが繰り広げられ、1つのクライマックスを成す。
第6曲　Sehr langsam 変ロ長調　きわめて遅くいくぶん動きをもって
深く瞑想するような主題が内声部に歌われる。連符を含む鋭いリズムで音階の上下を繰り返す様は、何かを訴えているようである。中間部は静かな盛り上がりを見せるが、冒頭の主題の再現のあと、すぐに終わる。
第7曲　Sehr rasch ハ短調→変ホ長調　非常に速く～さらに速く
激しいアクセントを持つ、アルペッジョの下降音型が繰り返される。中間部は、フガートにより開始されるが長くは続かず、主部の熱狂へ戻される。その後フィナーレへの、印象的な橋渡しの部分が続く。
第8曲　Schnell und spielend ト短調　速くそして遊び心をもって
シューマンは、曲集を諧謔的な音楽で結んだ。途中に執拗に同一リズムの反復される部分があり、盛り上がるが、初めの主題が戻り、静かに全曲は閉じられる。なお、この主題は後に、自身の交響曲第1番「春」へ転用されている。